# Confine tra Brasile e Suriname
Il confine tra il Brasile e il Suriname ha una lunghezza di 593 km, e separa i territori del Suriname e del Brasile dalla catena montuosa di Tumucumaque.

## Caratteristiche
Il confine passa attraverso la triplice frontiera Brasile-Guyana-Suriname La regione del confine tra Brasile e Suriname è molto isolata, ci sono alcuni villaggi indigeni e malocas lungo i fiumi; oltre il confine si trova la base della "Squadra speciale di confine di Tiriós", dove si trova l'unico aeroporto che dà accesso alla regione.
Sul lato surinamese del confine, la città più vicina è la città di Kwamalasamutu.

## Storia

### Antefatto
Il Suriname è stata una colonia olandese fino al 1975 e i suoi limiti meridionali approssimativi erano già noti dal 17º secolo, quando passò dall'essere un possedimento inglese a una colonia dei Paesi Bassi. Il Brasile, allora parte dell'Impero portoghese, stabilì il suo dominio sull'area del Gran Pará e sull'area contigua definita dal trattato di Madrid nel 1750.
Tuttavia, i confini furono definitivamente delimitati tra la fine del XIX e l'inizio del XX secolo, raggiungendo infine un accordo nel 1931, che fu ratificato nel 1935 dal governo di entrambi i paesi; a quel tempo Suriname era ancora una colonia olandese di nome Guiana.

### Divisione delle acque
La linea di demarcazione tra i due paesi è un classico esempio di accordo di confine attraverso un divario idrico, in cui non vi è scambio di acqua tra i due paesi, essendo il confine completamente asciutto. In questo modo, il Suriname non ha accesso ai fiumi del bacino amazzonico, che scorre verso sud, mentre il Brasile non può accedere ai bacini dei fiumi Corantyne e Maroni, che sfociano nella costa nordatlantica che bagna il Guyane.
Il trattato di confine tra Brasile e Suriname fu firmato il 5 maggio 1906 a Rio de Janeiro.